# JAC J5

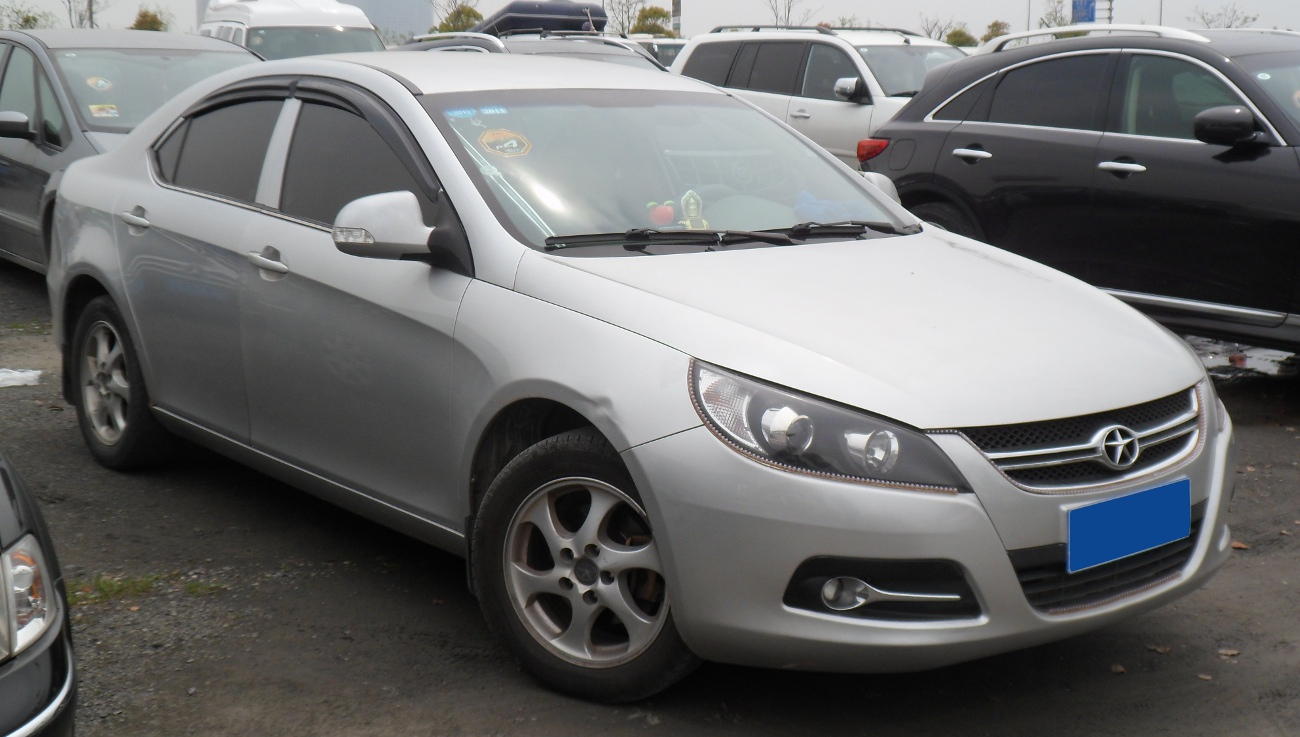
ліправоруч

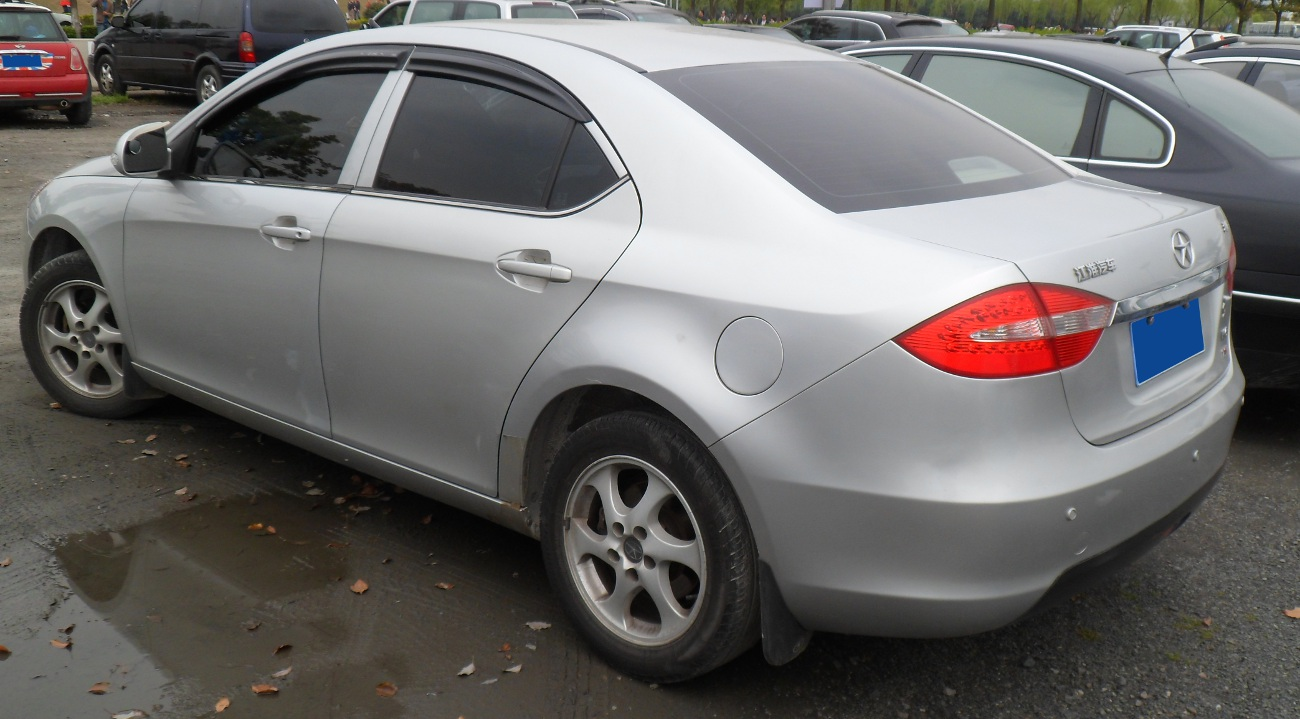
ліправоруч

JAC J5 (Джак J5) — передньопривідний седан класу «C». Світова прем'єра моделі відбулася на Пекінському автосалоні в 2008 році. Серійна версія у продажу з 2009 року. Також називається JAC Heyue, JAC Classe B або JAC B15.
Розробкою J5, разом з фахівцями компанії JAC, займалося італійське дизайн-ательє Pininfarina. За результатами краш-тестів C-NCAP автомобіль отримав максимальні п'ять зірок.
У рух JAC J5 може призводити один з двох 4 циліндрових бензинових двигунів. Перший, 1,5-літровий, видає 112 к.с. потужності і 146 Нм крутного моменту, працюючи в парі з 5-ступінчастою механічною коробкою передач. Другий мотор, 1,8-літровий потужністю 142 к.с. і 165 Нм, агрегується з 4-діапазонною автоматичною коробкою передач.